# Håkonshallen

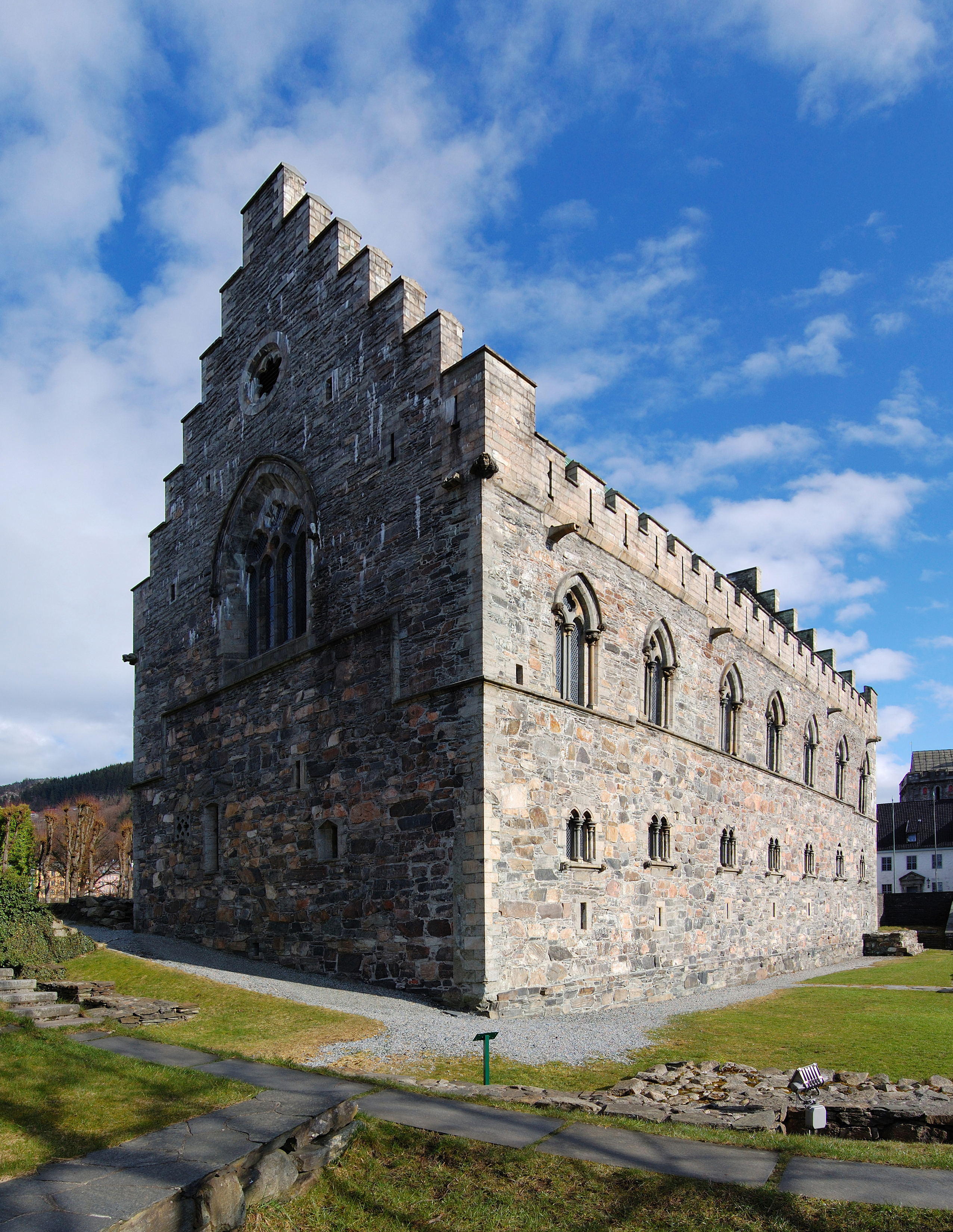
Håkonshallen

Håkonshallen är en representationsbyggnad av sten med en stor hall på Bergenhus i Bergen. År 1261 invigdes Håkonshallen inför Magnus Lagaböters kröning och bröllop. Håkonshallen används idag till representation och är en av Norges största medeltidsbyggnader.

## Hallens historia
Håkonshallen lät kung Håkon Håkonsson uppföra på sin dåvarande kungsgård till bröllopet mellan sin son Magnus och den danska kungadottern Ingeborg. Byggnaden är i tre våningar och ligger med långsidan mot hamnen. Eftersom Håkonshallen har utgjort en del av fästningen är den nedersta våningen helt sluten. Riktiga fönster finns bara i översta våningen, där festsalen ligger. 
Under unionstiden med Danmark förföll Håkonshallen alltmer och användes från 1683 som militärt spannmålslager. Foreningen til norske Fortidsmindesmerkers Bevaring fick som sitt första stora uppgift att restaurera Håkonshallen. På uppdrag av J.C. Dahl gjorde arkitekten Franz Wilhelm Schiertz uppmätningsteckningar av hallen. År 1873 satte restaureringsarbetet igång av arkitekten Christian Christie. Peter Blix och Adolph Fischer fullföljde restaureringen 1880–1895. Trappstegsgaveln blev återställd till utseendet från den äldsta bilden av byggnaden, Scholeussticket från omkring 1580. Hallen utsmyckedes 1910–1916 invändigt med fresker, gobelänger och möbler efter Gerhard Munthe teckninger.
Norge var en nyskapad nation efter unionsupplösningen med Sverige 1905. Därför var det viktigt att landets tidiga historia på 1200-talet, under den förra självständigheten, fick uttryck i utsmyckningen av Håkonshallen. Där bland annat Vilhelm av Sabinas vistelse i Bergen och dennes kröning av den norske kungen Håkon Håkonsson den 29 juli 1247 skulle återges. Redan på 1890-talet hade Munthe dekorerat Holmenkollens turisthotell (1895-1914) och 1899 illustrerade han Snorres kungasagor. Dessa bilder var strama, starkt stiliserade och ibland ornamentala. Uppdraget med Håkonshallen blev Munthes stora verk som rumsdekoratör. Han ville respektera det som fanns av rester från medeltiden, men inte rekonstruera döda former. Munthe skapade nya smidesarbeten i järn, glasmåleri, träskärningar och textilier i nationalromantisk anda. Det blev ett monumentalt uttryck för den epok där teoretiker, arkitekter och konstnärer i samarbete försökte förnyelse på ett bred historisk och nationell grund.

## Andra världskriget: sprängning och återuppbyggnad

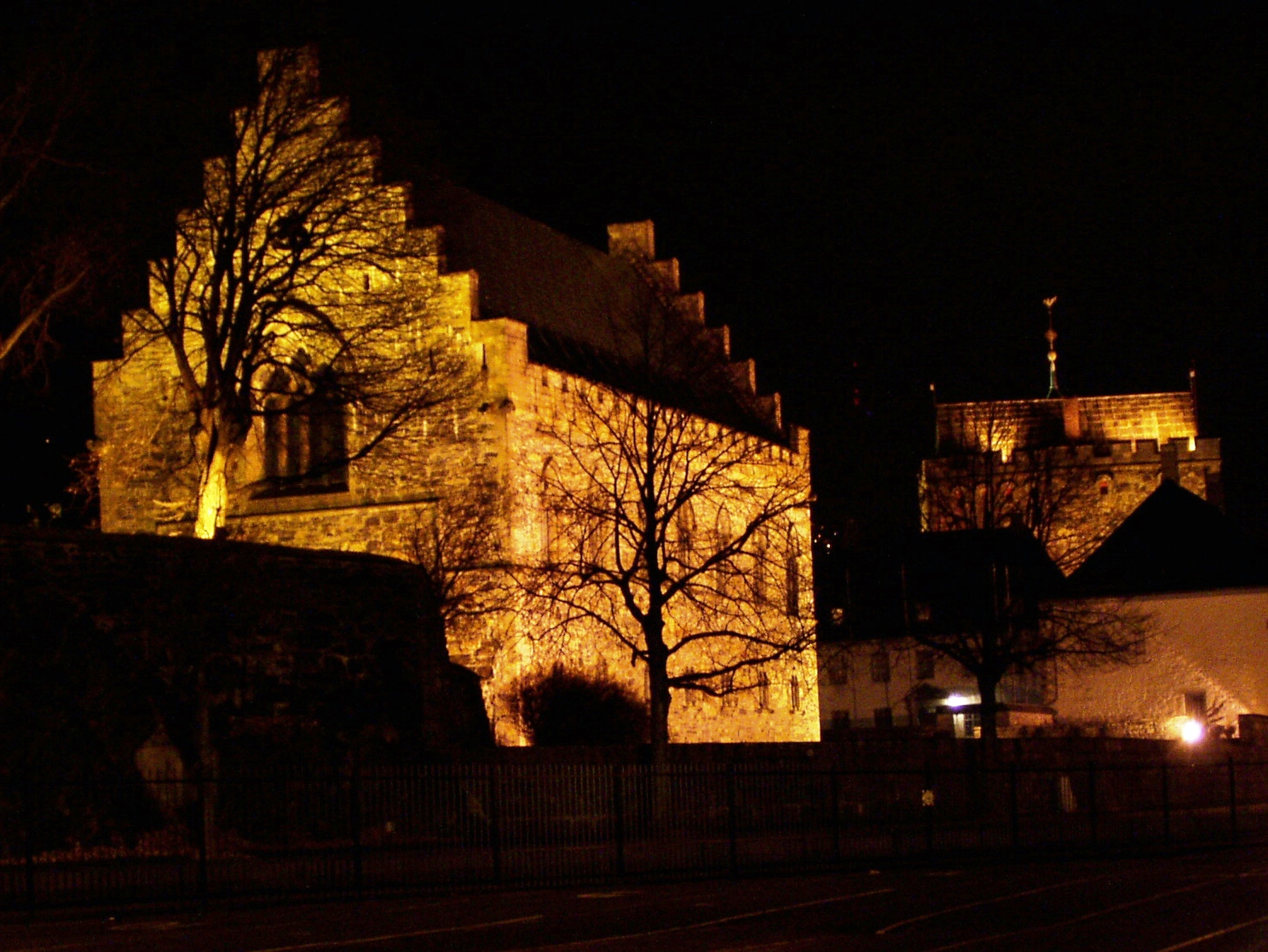
Håkonshallen i nattbelysning

Under andra världskriget förstördes Håkonshallen genom en våldsam explosion 1944, som orsakades av en brand i ett ammunitionsfartyg i hamnen. Munthes dekorationer förstördes totalt. Själva hallen har restaurerats ännu en gång. 
Ett fantasifullt utkast till utsmyckningen från 1906 är bevarat i akvarellform i Munthe-samlingen på Universitetsbiblioteket i Oslo. Teckningarna blev inte till fullo utarbetade först då han fick uppgiften 1910. En skiss till väggdekorationen i Håkonshallen finns även i Rasmus Meyers samlingar i Bergen.

## Bildgalleri

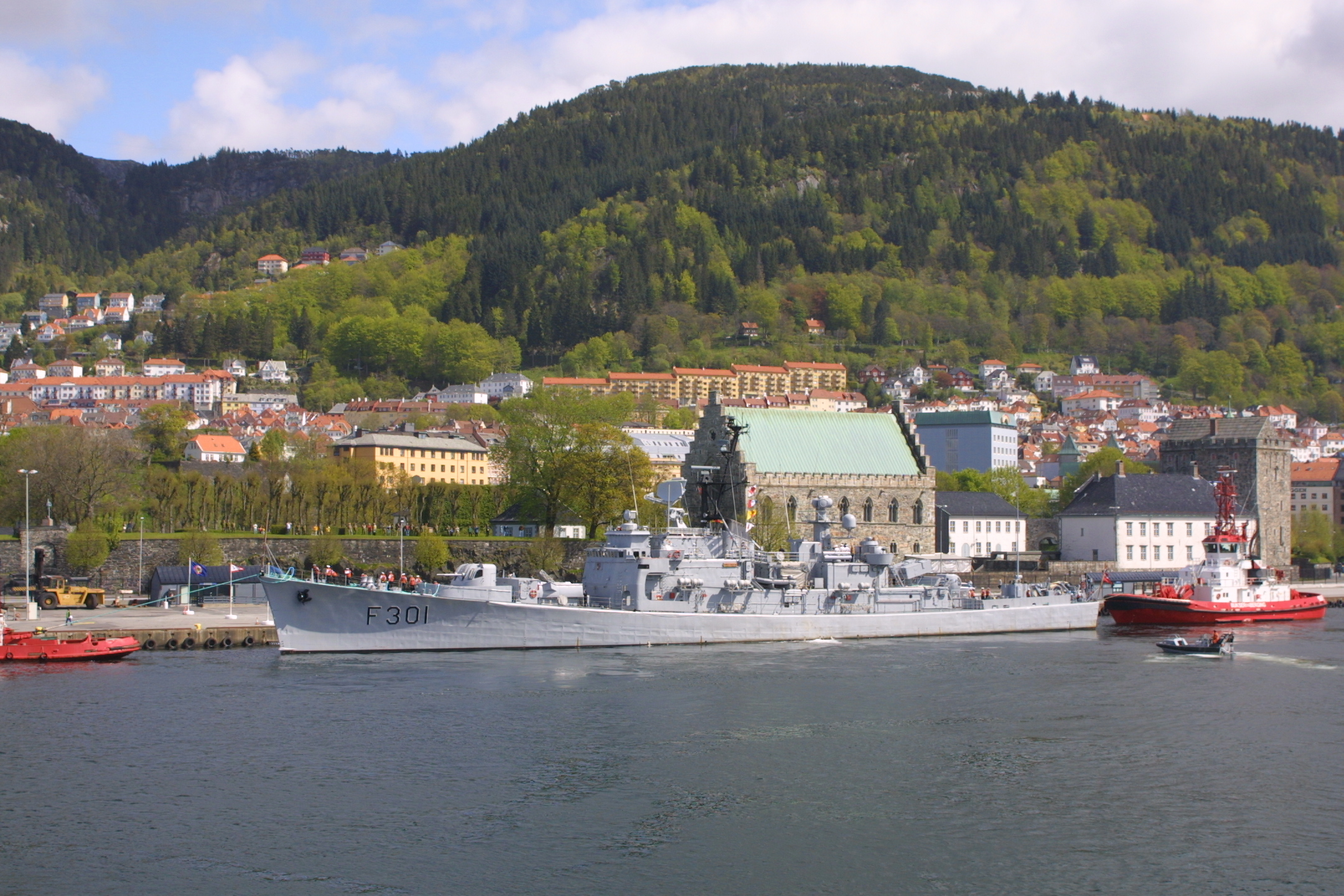
Bergenshus med fregatten Bergen i förgrunden
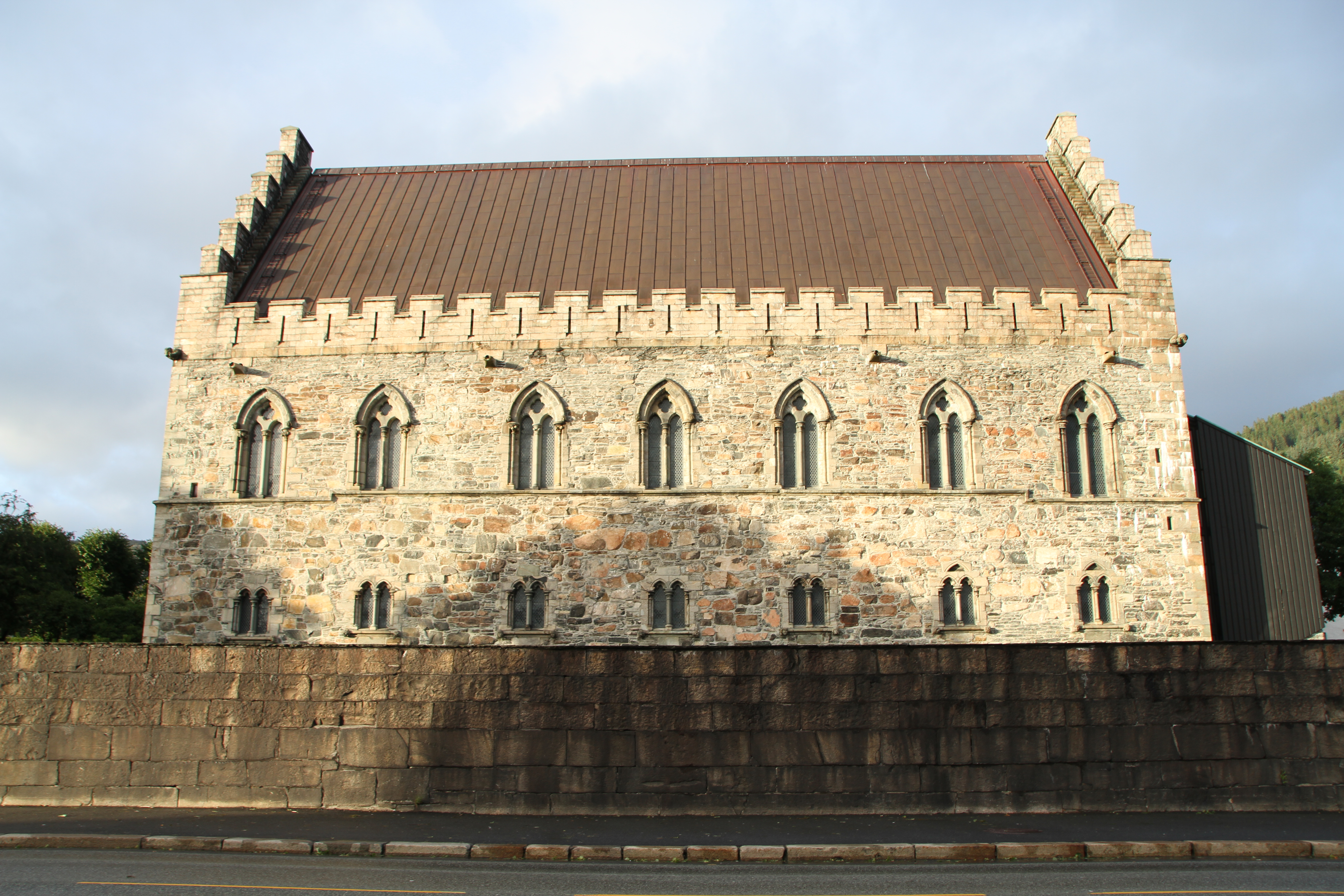
Håkonshallens fasad mot vägen
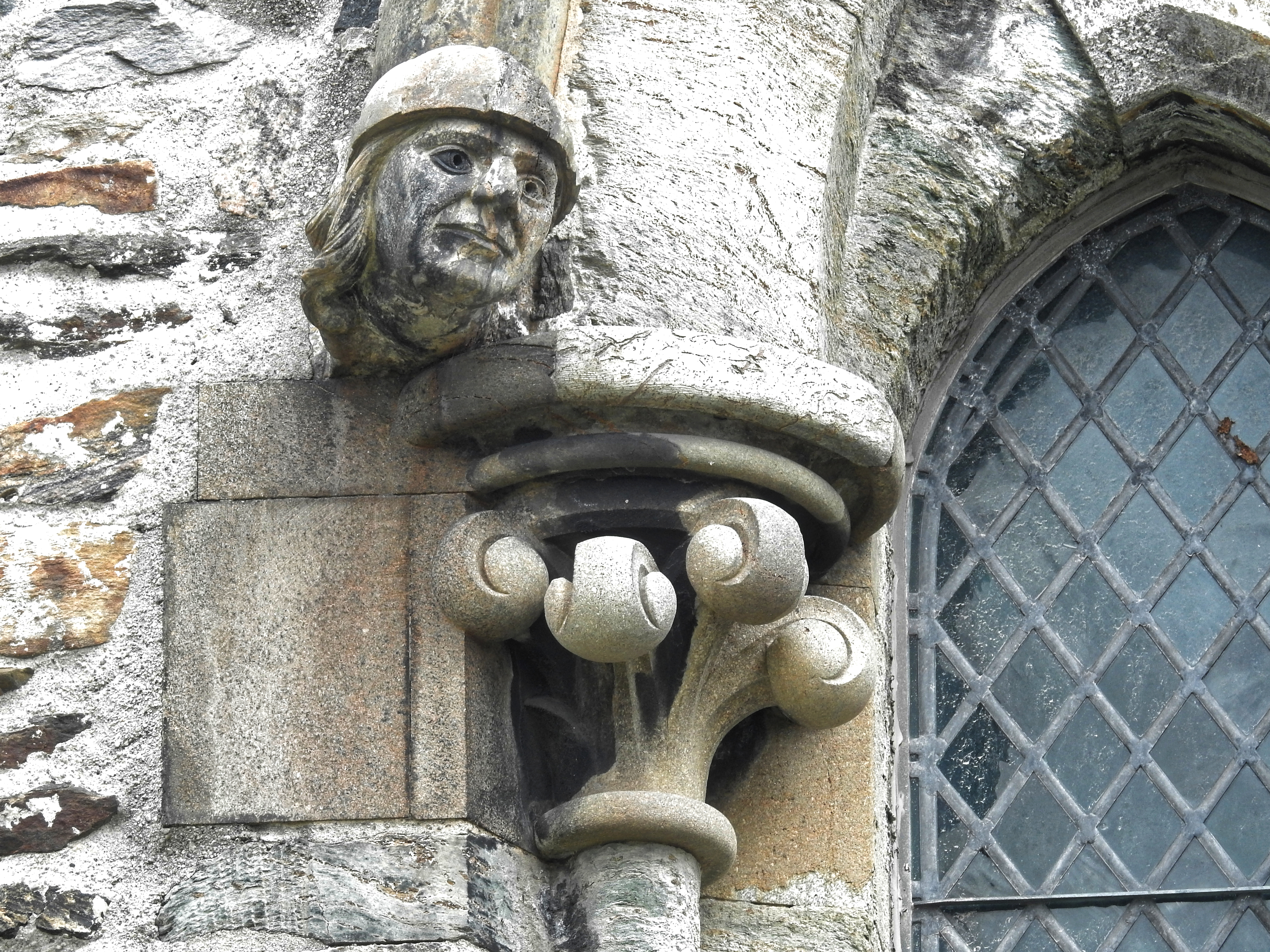
Detalj vid ett fönster
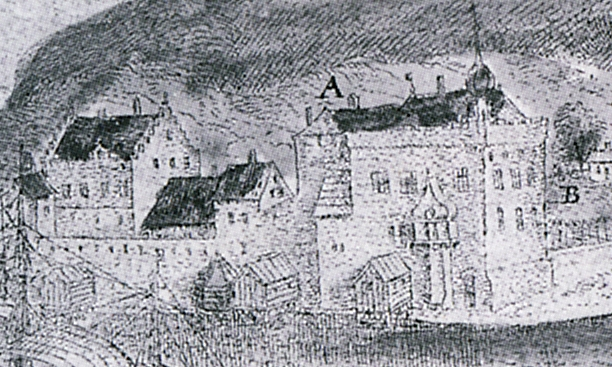
Detalj från Scholeussticket, omkring 1580
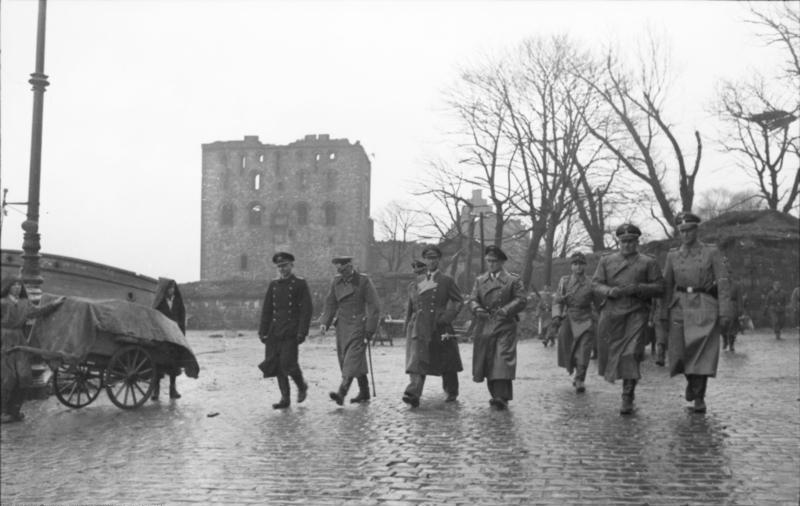
Tyska officerare framför Håkonshallen efter explosionen 1944. Josef Terboven är nummer fyra från vänster.